# Cormoz

Cormoz este o comună în departamentul Ain din estul Franței.